# Линия Бад-Хоннефа

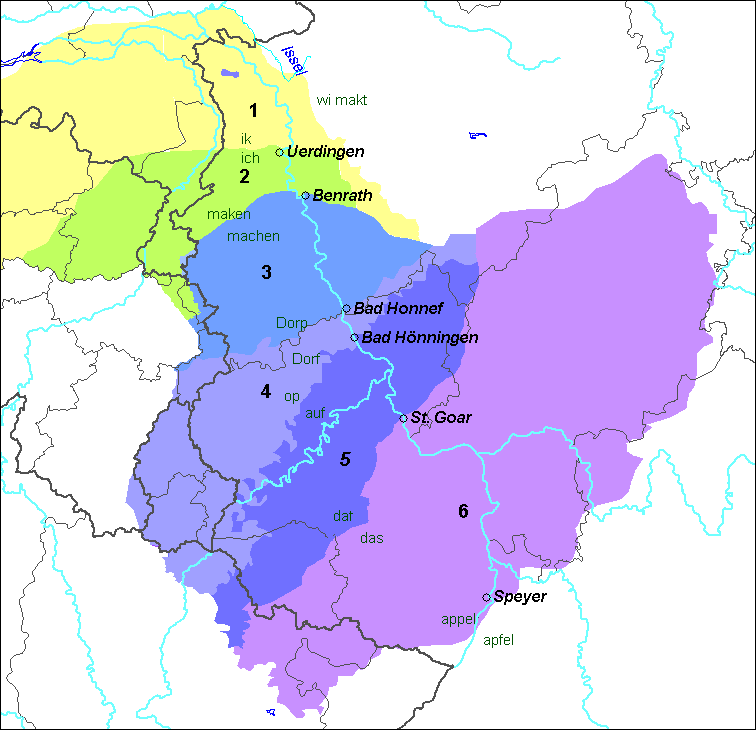
Рейнская переходная область. Линия Бад-Хоннефа проходит между диалектами 3 и 4

Линия Бад-Хоннефа (нем. Bad Honnefer Linie) — изоглосса немецкоязычного языкового пространства, входящая в рейнскую переходную диалектную зону. Также известна как линия dorp-dorf из-за смены глухого губно-губного взрывного /p/ на губной губно-зубной спирант /f/ при переходе с севера на юг.
Изоглосса тянется по границе земель Северный Рейн-Вестфалия и Рейнланд-Пфальц, проходя через город Бад-Хоннеф, то есть фактически отделяет рипуарский диалект на севере от мозельско-франкского (северного) на юге. Южнее линии Бад-Хоннефа располагается микроизоглосса Бад-Хённингена.